# Próspero de Tarragona
Próspero fue obispo de Tarragona, donde rigió la diócesis hasta al menos el año 713 (otras fuentes citan la fecha de 718). Murió como santo en el monasterio de Capodimonte, en Liguria, y aunque se le reconoce como san Próspero en su diócesis, no aparece en las listas de santos de la iglesia católica.
Próspero huyó a Italia tras la invasión árabe que destruyó Tarraco. Llevó consigo los restos de Fructuoso, Augurio y Elogio así como otros objetos del obispado. En Italia fundó el Monasterio de Capodimonte en el que falleció. Su festividad se celebra el 18 de mayo.
- Datos: Q5644713